# 苫米地司
苫米地 司（とまべち つかさ、1953年2月23日 - ）は、日本の工学者。学校法人北海道科学大学理事長兼北海道科学大学高等学校校長。日本雪工学会副会長、日本雪氷学会北海道支部理事、雪センター技術検討委員会副委員長。青森県六戸町出身。

## 経歴

### 学歴
- 1976年（昭和51年）3月 - 北海道工業大学工学部建築工学科卒業
- 1986年（昭和61年）3月 - 東北大学（工学博士）

### 職歴
- 1988年（昭和63年）4月 - 北海道工業大学工学部建築工学科講師
- 1989年（平成元年）4月 - 北海道工業大学工学部建築工学科助教授
- 1995年（平成7年）4月 - 北海道工業大学工学部建築工学科教授
- 2001年（平成13年）4月 - 北海道工業大学工学部建築学科教授
- 2008年（平成20年）4月 - 北海道工業大学空間創造学部建築学科教授
- 2010年（平成22年）4月 - 北海道工業大学副学長（兼任空間創造学部建築学科教授）
- 2011年（平成23年）4月 - 北海道工業大学第9代学長
- 2014年（平成23年）4月 - 北海道科学大学初代学長
- 2017年（平成29年）9月 - 学校法人北海道科学大学理事長
- 2018年（平成30年）12月 - 北海道科学大学高等学校校長

## 専門（研究・活動内容等）

### 研究概要
建築物および工作物で発生する雪氷問題の発生メカニズムおよびその対策に関する研究。特に、積雪荷重の評価、屋根雪処理方法、着氷雪防止工法、雪氷利用に関する研究。

#### 研究分野
- 建築構造・材料
- 雪氷学・雪氷工学

#### 研究テーマ
- 屋根上積雪荷重の制御に関する研究
  - 屋根上積雪荷重・制御
- 雪害に関する研究
  - 雪害

## 受賞・学術賞
- 日本雪永学会平田賞（1993年）
- 日本雪工学会学術賞（1995年）
- 日本膜構造特別論文賞（1996年）

## 所属学会
- 日本建築学会
- 日本雪氷学会（北海道支部理事）
- 日本自然災害学会
- 日本雪工学会（副会長）
- 日本都市計画学会

## 著書
- 雪氷辞典（1989年:古今書院） ―ISBN 477221710X
- 雪氷調査法（1991年:北海道大学図書刊行会） ―ISBN 4832993216
- 新建築学大系第35巻荷重・外力（1991年:彰国社） ―ISBN 978-4-395-15035-9
- 建築物荷重指針・同解説（1993年:社団法人日本建築学会） ―ISBN 4818905569
- 建築物荷重指針・同解説（1993年:日本建築学会）
- 積雪寒冷型アトリウムの計画と設計（1995年:北海道大学図書刊行会） ―ISBN 9784832995710
- 雪氷関連用語集（1999年:社団法人雪センター）